# Groupe de travail mondial pour les médias publics
Le Groupe de travail mondial pour les médias publics (en anglais : Global Task Force for Public Media) a été fondé en septembre 2019 à l'initiative de la Public Media Alliance et réunit les dirigeants de sept diffuseurs publics nationaux. Il est actuellement présidé par Norbert Himmler, directeur général du diffuseur public allemand, ZDF.  
Le Groupe intervient dans le débat public sur divers enjeux et défis auxquels font face les médias publics. Ces défis incluent les pressions financières, la concurrence sur le marché numérique et la désinformation en ligne et sur les réseaux sociaux,,. Son mandat consiste à défendre les intérêts et valeurs des médias publics à l'échelle mondiale. Sept valeurs sont précisées dans son énoncé de mandat : l’accessibilité, l’exactitude, la responsabilisation, la créativité, l’impartialité, l’indépendance et la rigueur journalistique. 

## Historique
Le Groupe regroupait à l’origine les diffuseurs publics canadien, australien, allemand, français, britannique, néo-zélandais et suédois, puis s’est agrandi en mai 2020 avec l’arrivée de Yang Sung-dong, président du diffuseur coréen KBS.
Le 19 février 2020, Catherine Tait, à titre de présidente de ce Groupe, a publié une lettre, en soutien aux diffuseurs publics britannique, australien et danois, visés par une réduction de leur financement, des abolitions de postes ou un mandat de perquisition dans le cas de l’ABC.
Le 23 avril 2020, le Groupe a publié sa première déclaration conjointe en réaction à la pandémie de COVID-19. Il y soulignait les services rendus aux citoyens par ses membres et d'autres diffuseurs publics en période de crise,. 
Le 29 juillet 2020, le Groupe a fait paraître dans les pages du Monde une lettre critiquant les actions de divers gouvernements d’Europe de l’Est et leur impact sur l'indépendance des diffuseurs publics de la région, dont Trójka et Telewizja Polska en Pologne, Radiotelevizija Slovenija en Slovénie et Česká televize en République tchèque. Le Groupe y a également critiqué la décision des autorités gouvernementales à Hong Kong de procéder à un examen de la gestion et des pratiques du diffuseur public local, RTHK. Le 2 septembre 2020, une version anglaise de cette même lettre est parue dans l'hebdomadaire canadien The Hill Times.
Le 11 janvier 2021, le Groupe dénonce dans le Toronto Star une hausse des actes violents commis à l’endroit de journalistes, citant les cas récents de reporters de CBC News agressés à Washington et à Vancouver dans la foulée de l’assaut du Capitole des États-Unis. Cette lettre conclut à l’existence d’une corrélation entre la désinformation, la violence en ligne et les agressions dans le monde réel.
Le 13 février 2021, le Groupe réagit à la décision des autorités chinoises d’interdire la diffusion de BBC World News en Chine continentale ainsi qu’à Hong Kong, dénonçant la limitation de l’accès à des sources d’information fiables et une attaque contre la liberté des médias dans la région. Dans sa déclaration, le Groupe présente l’accès à un journalisme indépendant comme un droit fondamental. 
En date de décembre 2024, les sept membres de ce groupe sont David Anderson, directeur général de l'ABC (Australie); Norbert Himmler, directeur général de la ZDF (Allemagne); Delphine Ernotte, présidente-directrice générale de France Télévisions (France); Tim Davie, directeur général de la BBC (Royaume-Uni); Jim Mather, président du conseil d’administration de la RNZ (Nouvelle-Zélande); Anne Lagercrantz, directrice générale de la SVT (Suède); et Catherine Tait, présidente-directrice générale de CBC/Radio-Canada (Canada).